# Cinnyris shelleyi
El suimanga de Shelley (Cinnyris shelleyi) es una especie de ave paseriforme de la familia Nectariniidae propia de África oriental y el sur de África central. El nombre de la especie conmemora al ornitólogo inglés George Ernest Shelley.

## Distribución y hábitat
Se encuentra en las sabanas del sur de la República Democrática del Congo, Malawi, Mozambique, Tanzania, Zambia y Zimbabue.